# Öregcsertő
Öregcsertő község Bács-Kiskun vármegye Kalocsai járásában.

## Fekvése
Kalocsa vonzáskörzetében, a várostól mintegy 10 kilométerre keletre fekszik. A szomszédos települések: észak felől Szakmár, kelet felől Kecel, dél felől pedig Homokmégy.

### Megközelítése
Jelenleg csak közúton közelíthető meg, Kalocsa és Kecskemét-Izsák-Kiskőrös felől egyaránt az 5301-es úton. Belterületén, annak főutcájaként az 53 115-ös számú mellékút húzódik végig, Csorna nevű különálló településrésze pedig – mely a központjától mintegy 6 kilométerre helyezkedik el északkeleti irányban – az 53 114-es számú mellékúton érhető el.
Régebben elérhető volt a MÁV 153-as számú Kiskőrös–Kalocsa-vasútvonalán is, de a vonalon 2007 márciusa óta nincs forgalom. A vasútnak két megállási pontja volt a falu határai között: előbb (Kiskőröshoz közelebb) Örjeg megállóhely, mely külterületen létesült, majd Öregcsertő vasútállomás, mely a település északi szélén helyezkedett el, az 5301-es út vasúti keresztezésének nyugati oldalán.

## Története
Öregcsertővel kapcsolatos utalások legelőször a 13. század elején tűnnek fel. A falu elnevezése minden bizonnyal személynévből, a település egykori tulajdonosának nevéből ered.
A 14. század elején ez a személynév a „-háza” összetétel formájában jelenik meg a különböző forrásokban.
A török kiűzését követően ismét módosul a falu elnevezése. Ekkor jelenik meg az „öreg”, illetve a „kis” előtag, amely a két, később egybeépülő település megkülönböztetését szolgálta.
Öregcsertő a Sárköz történelmileg kialakult településrendszeréhez tartozik. A Sárköz a Duna és mellékágain által körülhatárolt szigetjellegű területre vonatkozik, melyre később települések épültek.
A falura vonatkozóan a legkorábbi adatok a 13. század közepéből valók. IV. Béla egy 1239-ben kiadott oklevelében tesz említést a településről. Eszerint az uralkodó a szekszárdi apátságnak a Solt vármegyei Iván és Halom nevű birtokán tizenhat családot szabad jobbágyainak sorába emelt fel. A dokumentum azzal folytatódik, hogy háború esetén kötelesek az apátot hadba kísérni, s ezért minden más szolgálat alól mentesülnek. Említést tesz az oklevél egy bizonyos „Chertu” nevűről, aki már gyermekkorában hűségesen szolgálta az uralkodót.
A király nem feledkezvén meg róla, őt és összes rokonát szabad jobbággyá nyilvánította, s mentesítette a közadók fizetése alól. Hogy érdemeit a király kellően megjutalmazza, azokat a földeket, melyeknek már korábban haszonélvezője volt átadta neki örökös birtokul.
Feltételezhető, hogy az adományozott birtok a település határára is kiterjedt, melynek központi része a „Chertu”-család tulajdonában lévő falu volt.
A 14. és a 15. századból származó, közigazgatási egységek megszervezését, birtokadományozási ügyeket, birtokvitákat tartalmazó oklevelekben a település neve a "Chertewhaza” alakban állandósul.
A török hódítás jelentős változást okozott az ország, s egyben a település életében. Kalocsát és környékét a török végleg 1542-ben szállta meg, s rendezkedett be hosszabb időre. A térség budai pasalik szegedi szandzsákjához tartozott kalocsai naije néven. Ez nem szpáhi, hanem a szultán birtokában lévő khász birtok volt.
Ezekből a defterekből, török adólajtstromokból, kitűnik az itt élő lakosság anyagi helyzete az adóztatásának mértéke.
Az 1686-ban meginduló felszabadító háború során a falu elnéptelenedett. Ezt az 1690-ban végzett összeírás is bizonyítja, amely Csertőháza nevét az elhagyott, elpusztult helyek között tünteti fel.
A térség, s egyben a település benépesítése a 18. század elején történt. Ekkor alakult ki a környékre nagyon sajátosan jellemző településforma, a szállás. Ennek a településformának a létrejöttét gazdasági, demográfiai okokkal és e környék természeti adottságának együttes hatásaival lehet magyarázni.
A lakosság lélekszáma a 19. század közepéig lassú, a 20. század második felében gyors növekedést mutat. Az itt élők egy része mezőgazdasági tevékenység mellett ipari vállalkozást is folytat.
A gazdasági fejlődés, ami a lakossági szám növekedésében is megmutatkozott, igen intenzívvé tette az önállósulásért folytatott harcot. Kalocsa egykori határából két önálló község alakult, Homokmégy és Szakmár.
Öregcsertő 1914-ig tartozott Homokmégyhez, mígnem elszakadva önálló községgé lépett elő Csertőszállás néven. Neve 1915 októbere óta Öregcsertő. Igazgatásilag a települést négy puszta alkotta: maga a központ Öregcsertő, a vele hamarosan egybeépülő Kiscsertő, az őrjegi puszta és a Gajári-major.
1967 és 1970 között a településen volt lelkipásztor Bárd János  kalocsai segédpüspök.
A település megközelíthetőségét biztosító Kiskőrös-Kalocsa-vasútvonalon 2007. március 4-én szűnt meg a személyszállítás.

## Közélete

### Polgármesterei
- 1990–1994: Guzsván László (MDF-ASZ)[3]
- 1994–1998: Guzsván László (független)[4]
- 1998–2002: Kis Vén László (független)[5]
- 2002–2006: Kis-Vén László (független)[6]
- 2006–2010: Kis-Vén László (független)[7]
- 2010–2014: Kis-Vén László (független)[8]
- 2014–2019: Kis-Vén László (független)[9]
- 2019–2024: Kis-Vén László (független)[10]
- 2024– : Kis-Vén László (független)[1]

## Népesség
A település népességének változása:
| Lakosok száma | 809  | 775  | 741  | 718  | 685  | 708  | 692  |
|               | 2013 | 2014 | 2018 | 2021 | 2022 | 2023 | 2024 |

A 2011-es népszámlálás során a lakosok 84,3%-a magyarnak, 1,7% cigánynak, 0,7% németnek, 0,5% románnak mondta magát (15,5% nem nyilatkozott; a kettős identitások miatt a végösszeg nagyobb lehet 100%-nál). A vallási megoszlás a következő volt: római katolikus 56,3%, református 8,1%, evangélikus 0,7%, görögkatolikus 0,1%, felekezeten kívüli 11,8% (22,9% nem nyilatkozott).
2022-ben a lakosság 86,6%-a vallotta magát magyarnak, 5,3% cigánynak, 0,3% németnek, 0,1% görögnek, 0,1% románnak, 1,6% egyéb, nem hazai nemzetiségűnek (13,1% nem nyilatkozott; a kettős identitások miatt a végösszeg nagyobb lehet 100%-nál). Vallásuk szerint 39,4% volt római katolikus, 7% református, 0,9% evangélikus, 0,4% görög katolikus, 0,4% egyéb keresztény, 0,3% egyéb katolikus, 16,4% felekezeten kívüli (35% nem válaszolt).

## Nevezetességei
- 1894-ben Szent György vértanú tiszteletére felszentelt római katolikus templom, plébánia.
- az első és második világháború hősi halottainak emlékére 1991-ben állított emlékmű.